# Messerschmitt Me P.08.01
De Messerschmitt Me P.08.01  is een project voor een bommenwerper / verkenningsvliegtuig ontwikkeld door de Duitse vliegtuigontwerper Messerschmitt.

## Ontwikkeling
In 1939 maakte Dr. Lippisch de overstap naar Messerschmitt. Hierbij nam hij ook een deel van zijn staf mee, waaronder Dr. Wurster. Deze startte in september 1941 met de ontwikkeling van de Me P.08.01. Het was een project voor een vliegende vleugel. De vleugel had twee verschillende pijlstanden en bevatte ook de gepantserde brandstoftanks. Het was de bedoeling om gebruik te gaan maken van vier Daimler-Benz DB615 motoren. Als deze niet op tijd gereed waren zou men DB 613 motoren gebruiken. De motoren waren in de vleugelachterrand geplaatst en de radiatoren bevonden zich in de vleugelvoorrand. Ze waren voorzien van enorme duwpropellers. In de romp bevond zich een grote vrachtruimte / bommenruim. Er was ook de mogelijkheid om nog extra bommen of lading onder de vleugels te vervoeren. De defensieve bewapening bestond uit op afstand bediende koepels in de neus en staart. Er werd een neuswiel landingsgestel aangebracht. De cockpit was als drukcabine uitgevoerd.

## Uitvoeringen
De P.08.01 werd ontworpen naar een specificatie voor een toestel dat verschillende taken kon uitvoeren. Deze taken waren:
- Lange afstand bommenwerper. Deze uitvoering moest een bommenlading van 20.000 kg kunnen vervoeren over een actieradius van 15.000 km.
- Tactische bommenwerper. Deze uitvoering moest een bommenlading van 50.000 kg bij een actieradius van 2.500 km.
- Maritiem verkenningsvliegtuig. Deze uitvoering kon worden uitgerust met een bommenlading van 20.000 kg, bestaand uit radiografisch bestuurde bommen, mijnen of torpedo’s.
- Lange afstand verkenner met een ongelofelijke een actieradius van 27.000 km.
- Tactisch of strategisch transportvliegtuig. Deze uitvoering had de mogelijkheid een tank van 25 ton of een lading van hetzelfde gewicht te vervoeren.
- Sleepvliegtuig voor het slepen van zweefvliegtuigen met een gewicht van tot 100.000 kg.

Vooroorlogse ontwerpen:
S 7 ·
S 8 ·
S 9 ·
S 10 ·
S 13 ·
S 14 ·
S 15 ·
S 16 ·
M 17 ·
M 18 ·
M 19 ·
M 20 ·
M 21 ·
M 22 ·
M 23 ·
M 24 ·
M 25 ·
M 26 ·
M 27 ·
M 28 ·
M 29 ·
M 30 ·
M 31 ·
M 33 ·
M 35 ·
M 36 · 
M 37
Ontwerpen 1933-1945:
Bf 108 · 
Bf 109 ·
Bf 109TL ·
Bf 109Z ·
Bf 110 ·
Bf 161 ·
Bf 162 ·
Me 163 · 
Me 209 ·
Me 210 ·
Me 261 ·
Me 262 · 
Me 263 ·
Me 264 · 
Me 265 · 
Me 290 · 
Me 309 ·
Me 309Z ·
Me 321 · 
Me 323 · 
Me 328 · 
Me 334 ·
Me 410 · 
Me 509 · 
Projecten tot 1945:
P.1051 ·
P.1062 ·
P.1065 ·
P.1070 ·
P.1073 ·
P.1092 ·
P.1095 ·
P.1099 ·
P.1100 ·
P.1101 ·
P.1102 ·
P.1103 ·
P.1104 ·
P.1106 ·
P.1107 ·
P.1108 ·
P.1109 ·
P.1110 ·
P.1111 ·
P.1112
Libelle ·
Schwalbe ·
Wespe ·
P.08.01 ·
Zerstörer Project II
Overig:
C-44